# Poarta Sion
Poarta Sion este un monument din Ierusalim înscris în lista patrimoniului universal UNESCO. Edificiul a fost construit în anul 1540 sub domnia sultanului Suleiman Magnificul. Poarta face legătura între cartierul armean și cartierul evreiesc din Ierusalimul Vechi.